# Каширский проезд
Каши́рский проезд — улица в районах Москворечье-Сабурово и Нагатино-Садовники Южного административного округа города Москвы.
Проходит от Старокаширского шоссе до 1-го Варшавского проезда, параллельно железнодорожной линии, которая пролегает западнее него. Нумерация домов ведётся от Старокаширского шоссе.

## Происхождение названия
Название дано в 1973 году по проходящему рядом Каширскому шоссе.

## Примечательные здания и сооружения
По нечётной стороне:
- № 1 — Больница имени Юдина. Поликлиническое отделение.

По чётной стороне:
- № 2

## Транспорт
- Метро «Варшавская»
- Платформа Варшавская Павелецкого направления Московско-Курского отделения Московской железной дороги.
- Метро «Каширская», далее автобус 897 до станции метро «Варшавская».